# Giorgio Graffer
Giorgio Graffer (ur. 14 maja 1912 w Trydencie, zm. 28 listopada 1940 w rejonie Delvinaki) – włoski as myśliwski z okresu II wojny światowej, pośmiertnie odznaczony Medaglia d'oro al valor militare.

## Życiorys
Giorgio Graffer ukończył kurs „Leone” w Accademia Aeronautica w Pozzuoli, w 1931 roku zostając oficerem Regia Aeronautica. W chwili przystąpienia Włoch do II wojny światowej dowodził 365. eskadrą w składzie 150. dywizjonu 53. pułku myśliwskiego (365ª Squadriglia, 150º Gruppo, 53º Stormo C.T.), bazującą niedaleko granicy z Francją. W walce powietrznej z francuskimi samolotami myśliwskimi stoczonej 15 czerwca 1940 roku zgłosił cztery zwycięstwa powietrzne. Był pierwszym włoskim pilotem myśliwskim, który przechwycił nocą nieprzyjacielski samolot, z 13 na 14 sierpnia 1940 roku atakując brytyjski bombowiec Armstrong Whitworth Whitley podczas nalotu na Turyn. Ponieważ karabiny w jego CR.42 zacięły się, staranował przeciwnika, samemu wyskakując na spadochronie. Uszkodzony brytyjski bombowiec zawrócił, jego pilot usiłował dolecieć do Wielkiej Brytanii, ale został zmuszony do wodowania w kanale La Manche. Graffer został za ten czyn odznaczony Medaglia di bronzo al valor militare, będąc jednym z pierwszych, obok Mario Visintiniego oraz Luigiego Barona, włoskich asów myśliwskich II wojny światowej.
Po inwazji na Grecję walczył na froncie albańskim. 2 listopada 1940 roku uczestniczył w walce z greckimi PZL P.24, zgłaszając wspólnie z innymi pilotami 365. eskadry 3 zwycięstwa (według greckich źródeł stracili oni tego dnia dwa samoloty). Zginął 28 listopada 1940 roku, w walce powietrznej z brytyjskimi myśliwcami Gloster Gladiator z 80. dywizjonu RAF, nad Albanią. Pośmiertnie został uhonorowany Medaglia d'oro al valor militare, najwyższym włoskim odznaczeniem wojskowym.
W okresie międzywojennym Giorgio Graffer był również znany jako alpinista.